# Bob Renney
Robert John „Bob” Renney (ur. 18 marca 1975) – australijski zapaśnik walczący w stylu wolnym. Olimpijczyk z Atlanty 1996, gdzie zajął osiemnaste miejsce kategorii 90 kg.
Jedenasty na mistrzostwach świata w 1994. Piąty na igrzyskach Wspólnoty Narodów w 1994. Wicemistrz Wspólnoty Narodów w 1995. Trzykrotny medalista mistrzostw Oceanii w latach 1992 – 1996.